# أسل مخرزي الشكل
أسل مخرزي الشكل (الاسم العلمي: Juncus subulatus) نوع نباتي يتبع جنس الأسل وينتمي إلى الفصيلة الأسلية.